# Rapaport
Rapaport – dawniej produkowana w Polsce tkanina używana do szycia męskiej garderoby, w szczególności garniturów. Tkanina ta, wykonana z wełny czesankowej, była bardzo wytrzymała.